# Gerd Kadzik
Gerd Kadzik (* 1929 in Mannheim) ist ein deutscher Maler mit den bevorzugten Themen Porträts, Stadtansichten, Landschaftsbilder, Blumen und Stillleben. Er arbeitet in den unterschiedlichen Techniken: Ölbild, Aquarell, Holzschnitt und Zeichnung. Seine Malweise reicht von gegenständlich bis abstrakt.
Kadzik lebt und arbeitet seit 1970 in Affinghausen (Niedersachsen) und hat seine Werke in zahlreichen Ausstellungen vorgestellt.

## Leben und Schaffen
Nach dem Schulbesuch in Schwedt/Oder absolvierte Kadzik eine Grafiker-Ausbildung in Berlin. Danach erwarb er sich berufliche Praxis im Badischen Verlag in den Redaktionen der Illustrierten Woche und der Welt am Sonnabend in Düsseldorf. Anschließend war er als Zeichner beim Ufa-Werbefilm und im Filmstudio Fischerkoesen Bonn tätig. Von 1960 bis 1970 lebte und arbeitete er in Bad Godesberg, von 1962 an als freischaffender Maler und Grafiker. Seit 1970 lebt und arbeitet Kadzik in Affinghausen. Studienreisen haben ihn in die USA und durch weite Teile von Europa geführt.  Im Jahr 2009 erhielt Kadzik den mit 5000 € dotierten Kulturpreis des Landkreises Diepholz.

## Werke (Auswahl)
| - Arctic - Norwegen - Warnemünde - Bahnhof Bozen - Autobahn | - Winter in Sulingen - Norddeutsche Landschaft - Bremen, Weihnachtsmarkt - Regentag in Bremen - Blick auf Bremen - Bremen, Hamburger Straße - Winter in Bremen - Die Weser bei Bremen - Bremerhaven - Der Rhein bei Vallendar/Koblenz - Landschaft in der Uckermark - Berlin, Novembertag am Wannsee - Sörvagen, Lofoten - Blaue Stunde in Venedig - Tulpen und Freesien - Blau-weiße Flora - Schwertlilien - Sommerliche Blütenpracht - Rittersporn und Margeriten - Bouquet mit Cosmaea | - Des Kaisers neue Kleider - Hase und Igel - Till Eulenspi - Das tapfere Schneiderlein - Dornröschen - Bremerhaven (1995) | - Porträt Barbara K. - Wilhelm-Kaisen-Brücke (Bremen) - Sielwall (Bremen) - La Chartre, Besuch bei Noelle et Pierre - Antwerpen beim großen Nizzasalat - Im Weinlokal - Christiansand Teminal - Oranienburg - S-Bahnhof - Schwedt/Oder - London, Westminster-Bridge - Antwerpen, Milieu - Venedig, Italiener im Bistro |

## Ausstellungen
Einzelausstellungen u. a. in Bremen, Bremerhaven, Hamburg, Emden, Nienburg/Weser, Worpswede, Krefeld, Düsseldorf, Bonn-Bad Godesberg, Koblenz, Freiburg, Utne/Norwegen, Schwedt/Oder

### Einzelausstellungen ab 1992 (Auswahl)
- 1992  Märchen und Satire. (Holzschnitte), Bürgerhaus Sulingen
- 1993  Stadt und Land. Rathaus Weyhe
- 1994  Arbeiten aus drei Jahrzehnten. Rathaus Nienburg
- 1995  Land und Meer. Landesvertretung Bremen in Bonn
- 1996  Fantasie und Gesehenes. Stadttheater Sulingen
- 1996  Märchen, Sagen, Mythen. (Holzschnitte), Rathaus Verden
- 1996  Krieg und Frieden. Theater auf dem Hornberg Nienburg
- 1998  Von Angesicht zu Angesicht. Porträts der Schauspieler der „bremer shakespeare company“. Theater am Leibnizplatz Bremen
- 2005  Die Rattenfänger-Sage in Ton. (mit 3225 Ton-Figuren), Hameln
- 2005 Schwedt/Oder (Kunstverein)
- 2007 Die Noblesse der Wasserfarben. Landschafts- und Städte-Impressionen. Kreismuseum Syke
- 2007 Berlin, Technische Universität (Gruppenausstellung; 100 Maler à 4 Bilder)
- 2007 Berlin, Europäisches Patentamt
- 2008 Bruchhausen-Vilsen, Klostermühle
- 2009 Kreismuseum Syke
- 2010  Satire und Märchen, Museum Nienburg
- 2015 Gegen das Vergessen, Syker Vorwerk – Zentrum für zeitgenössische Kunst, Syke, zum Thema 70 Jahre Kriegsende mit Katalog